# 5256 Farquhar
Az 5256 Farquhar (ideiglenes jelöléssel 1988 NN) a Naprendszer kisbolygóövében található aszteroida. Eleanor F. Helin, Mikolajczak C., Coker R. fedezte fel 1988. július 11-én.